# 永和山福德祠
24°39′43″N 120°55′38″E / 24.661823°N 120.927153°E
永和山福德祠，是位於臺灣苗栗縣三灣鄉永和村的土地祠，合祀因興建永和山水庫而被迫拆遷的二十七尊土地神。

## 歷史沿革
1980年，永和山水庫興建，集水區二十七座土地祠面臨淹沒，計有頭份東興明坑五座，及三灣永和山的砂坑十一座、北坑九座、浮橋兩座。承建單位為了尊重民俗，先臨時樹了一座「二十七位土地公聯合辦事處」石碑，將土地神集中。記者廖志坤報導，居民籌組福德祠合建委員會，由當時的主任委員傅振昌捐出土地，再由委員會領取補償遷造費及信徒樂捐，共同在水庫管理所北側興建一座聯合土地公廟。
1984年10月29日，永和山水庫竣工前兩日，耗資新台幣一百多萬元的永和山福德祠完工。內廳將東興與永和兩地名同列，廟方不正面書寫廟名。因神桌無法容納二十七尊土地公，另外塑造一尊土地公作代表，置在神桌正中，神像後面另立一塊神位，刻寫「福德正神暨列列之香位」，右書「永和山水庫」，左刻上「諸位福神廟祠」。廟前還可遠眺水庫。在1984年、1985、1988等年報導時，記者認為永和山福德祠乃臺灣土地公集中數量最多的土地廟。不過，更早建立的桃園國際機場福德宮有收容三十六尊。
之後經濟部水利署中區水資源局資助因鯉魚潭水庫而建立新開福德祠。經濟部水利署北區水資源局則在建寶二水庫時曾計劃將該處的二十一座土地神與新建的大壢老仙爺廟合祀，但出於民俗禁忌而另外建廟。
多年來常有民眾棄置神像於永和山福德祠，讓該廟成為流浪神像收容處，使管理委員備感困擾，如2015年5月就被放十五尊。
至於原先被淹沒的土地廟們，在永和山水庫水位很低時，依然可見到露出水面。如2017年3月初就有報導。該年2月時，石門水庫的阿姆坪土地公廟也是因為枯水而露出。

## 祭祀活動
早期客家族群的土地公並沒有神像，習慣用一塊石碑代表。農曆二月初二，土地公誕辰時，廟方會將收藏於神像下方櫥櫃的二十七尊土地神神位取出，開放讓信徒膜拜。廟方會在該日會請戲班演酬神戲。
信徒相信1970年代有次颱風洪水來襲，土地公為保護居民生命財產，於晚間紛紛提著燈籠，指引居民逃離到安全地方，於是眾人都虔誠感謝二十七位土地公發揮團隊愛民救民精神的護佑；苗栗縣觀光文化解說員協會總幹事林鳳吟講述，水庫四年興建期間工程順利，信徒認為是受到土地神們的庇蔭；廟委李生華表示，他常碰到一對住臺北市的夫婦每月來廟裡參拜兩次，並告訴他很久以前土地公託夢，要求夫婦倆到此土地公廟參拜，此後便定期南下，事業也因此一路順遂。
廟旁有一棵老楓樹是當地人在建永和山福德祠廟前，就會祭拜的對象。該樹在2012年報導時，寬可達三人合抱，樹高卅餘公尺，樹蔭伸長半徑近十公尺。但因海拔不高、日夜溫差不大，楓樹並不容易變色。樹底下有石桌椅供人休憩，另有矮樹叢、花卉環繞。
在中秋節時來水庫賞月的旅客，有些除了燒香外，還並將供品留在原處，讓廿七位土地神分享。
- 通往永和山福德祠的永和村入口。
- 廟身與楓樹
- 廟內
- 沿革